# 合成謬誤
合成謬誤（英語：fallacy of composition，又譯為構成謬誤）是一種非形式謬誤，係基於整體中的某些部分具有某性質，而整體本身並非具備該性質，這是一種以偏概全。
亞里斯多德的《辨谬篇》讨论了该謬誤。
與合成謬誤相反的是分割謬誤：整體具有某個性質，故整體中的某些部分具有該性質。

## 示例
例一

人體由細胞組成，而細胞是看不見的，因此人體是看不見的。

例二

我的論文每一個論點是無懈可擊的，因此整篇論文都是無懈可擊的。

例三

一百萬個普通人加起來，還是普通人，普通人的聰明才智是贏不過單單一個孔明的。

例四

人類的老化是因為多個原因引起的，而引發老化的每一個原因都可透過既有的或即將發展出來的科技對治，因此我們可以在可預見的未來，在人類身上治療甚至逆轉老化。

例五

節儉是一項美德、對個人和家庭有利，所以全民節儉對國家經濟有利。

## 外部連結
- （英文）Logical Fallacy: Composition（页面存档备份，存于）